# Servizi segreti italiani

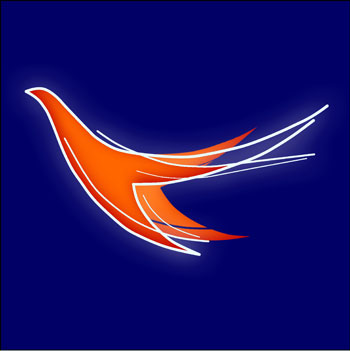
Logo del Sistema di informazione per la sicurezza della Repubblica

I servizi segreti italiani (SSI) sono l'insieme degli organi e delle autorità dei servizi segreti e di intelligence della Repubblica Italiana. Hanno il compito di assicurare le attività informative volte alla salvaguardia della Repubblica Italiana da pericoli e minacce provenienti sia dall'interno sia dall'esterno.
Dal 2007 sono inglobati nel Sistema di informazione per la sicurezza della Repubblica.

## Storia

### Il Regno d'Italia e il XIX secolo
Già nel Regno di Sardegna, alla vigilia dell'unità d'Italia, vi erano diversi e talvolta sovrapposti servizi del Ministero dell'interno, dell'Armata Sarda (in quest'ultimo caso al vertice vi era il maggiore Giuseppe Govone), uno del Corpo dei Reali Carabinieri e uno del Corpo delle Guardie doganali. A questi devono essere aggiunti i servizi afferenti al Presidente del Consiglio e al Ministro degli affari esteri, nonché il dispositivo informativo del Re presso la casa militare e quella civile. In questo periodo l'attività di spionaggio militare è affidata a perlustratori e militari a cavallo, al fine di osservare – e annotare – la distribuzione delle truppe sul territorio, i movimenti, la quantità delle batterie di artiglieria o dei reparti a cavallo. In alcuni sporadici casi sono presenti anche osservatori civili, i cui compiti però appaiono in questa fase ancora molto limitati. Per porre ordine, nel 1863 fu istituito l'"Ufficio Informazioni dello Stato Maggiore del Regio Esercito" che, affidato al colonnello Edoardo Driquet, si configura come il primo organo italiano di polizia informativa.
Sciolto a seguito delle sconfitte nel 1866 contro l'esercito austriaco nella battaglia di Custoza e nella battaglia di Lissa – e imputate proprio all'inefficienza del servizio – l'Ufficio informazioni fu ricostituito nel 1890 con prevalenti funzioni di polizia e controspionaggio. Tali compiti mostrano la propensione dei servizi italiani, in questo periodo storico ma anche nella maggior parte delle fasi successive, all'investigazione e alla prevenzione dell'attività dei servizi stranieri sul nostro territorio. Sono questi, secondo gli storici, gli anni dei tentativi di penetrazione nel Paese da parte del Evidenzbureau austriaco e del Deuxième Bureau francese. In tale contesto, non è dunque un caso che, nel 1889, il governo italiano definisca per la prima volta il reato di spionaggio a favore di potenze straniere.
L'adesione nel 1882 dell'Italia alla Triplice Alleanza fa sì che si moltiplichino le azioni d'informazione nella Francia sudorientale, in particolare quelle che vedono protagonista il capitano Eugenio De Rossi, reclutato nell'Ufficio Informazioni dopo aver redatto, da ufficiale dei bersaglieri, una simulazione di un piano di aggressione all'Italia da parte della Francia, De Rossi si reca in bicicletta sui crinali alpini dal Col di Tenda sino all'entroterra di Nizza, osservando i movimenti delle truppe transalpine ed entrando in possesso di un nuovo modello di fucile, il Lebel Modèle 1886. Lo stesso De Rossi operò più tardi anche a Milano, per contrastare il lavoro di agenti parigini infiltrati in Istria, in Dalmazia e nella Galizia.
Negli stessi anni l'attività d'informazione esterna si estende alle colonie d'oltremare, dapprima grazie alle attività di privati come la "Compagnia Rubattino" di Raffaele Rubattino di Genova, che utilizza esploratori, mercanti e missionari, poi attraverso un intervento strutturato di elementi militari a partire dai primi anni novanta del XIX secolo. Negli ultimi anni del secolo le difficoltà economiche e il progressivo avanzamento della questione sociale, cui si unisce il consolidarsi di diversi movimenti di categoria e nuove ideologie politiche, fanno sì che si sviluppino attività di controllo in ambito nazionale. Nasce così l'Ufficio Riservato del Ministero dell'interno, che segna il passaggio storico al “doppio binario” dei servizi italiani: militare per la sicurezza esterna, civile per la sicurezza interna.

### Il XX secolo e le due guerre mondiali
Nel settembre del 1900 l'Ufficio Informazioni, divenuto ora Ufficio I del Corpo di Stato Maggiore del Regio Esercito, fu affidato al colonnello di Stato Maggiore Felice De Chaurand de Saint Eustache. De Chaurand e i suoi successori – i colonnelli dei Bersaglieri Vincenzo Garioni e Silvio Negri – cercarono di supplire servendosi di strumenti innovativi, quali i cifrari e la crittografia, e della collaborazione di geografi e archeologi impegnati nelle missioni di ricerca in regioni come la Tripolitania e la Cirenaica.
Con lo scoppio della prima guerra mondiale i servizi militari si moltiplicarono. L'Ufficio I divenne Servizio I del Comando Supremo e gli vennero affiancati due altri servizi informativi dipendenti dagli Stati Maggiori dell'Esercito e della Marina. Proprio il "Servizio Informazioni Militare" della Regia Marina sarà protagonista del “colpo di Zurigo”, un'azione che permise di individuare e neutralizzare, nel febbraio del 1917, la centrale dello spionaggio austriaco per l'Italia a Zurigo.
A conclusione della Grande Guerra, lo Stato italiano si ritrovò nuovamente a confrontarsi con la sfida del “doppio binario” militare e civile. Nel 1919 si procedette infatti a una profonda riorganizzazione degli uffici informativi del Ministero dell'interno che portarono, da una parte, allo scioglimento dell'Ufficio Centrale di investigazione (UCI) – nato durante la prima guerra mondiale allo scopo di smascherare i disertori e le associazioni a loro sostegno – e dall'altro alla costituzione della Divisione affari generali e riservati (DAGR).  La DAGR era suddivisa in due branche specifiche: la Sezione ordine pubblico, con competenze in materia di difesa della sicurezza dello Stato e controllo della attività sovversive, e la Divisione stranieri, con il compito di raccogliere informazioni sulle attività di cittadini di altre nazioni in Italia. Sono questi gli anni in cui vengono progressivamente perfezionate le tecniche di spionaggio grazie a nuovi approcci sia all'individuo sia all'organizzazione. Si istituiscono, inoltre, il Casellario Politico Centrale e gli Ispettorati Speciali di Polizia in numerose zone d'Italia.
Nel 1927 il governo Mussolini procede anche al riordinamento dei servizi segreti militari, nell'ambito della costituzione del Comando di Stato Maggiore dell'Esercito al cui interno viene istituito il Servizio Informazioni Militare (SIM). Come il DAGR, anche il SIM era articolato in due branche: una “offensiva” o di ricerca informativa, e una “difensiva” o di controspionaggio. A esso si affiancavano il Servizio Informazioni dell'Aeronautica (SIA) e il Servizio informazioni segrete della Marina (SIS). Di fatto questa struttura rimase invariata fino all'8 settembre 1943, data dell'armistizio con gli anglo-americani, eccezion fatta per una breve parentesi in cui la sezione difensiva del SIM fu organizzata in Servizio autonomo di controspionaggio.
Nel 1944, a seguito di una prima embrionale riforma della sicurezza interna attuata dal Governo Badoglio, venne istituita una struttura denominata Servizio Informazioni Speciali (SIS) cui vennero assegnate, in via provvisoria, tutte le competenze del DAGR in materia di investigazione politica. Il SIS rimase attivo per circa quattro anni sino alla fine del 1948. Per il controspionaggio militare dal novembre 1944 fu attivo l'"Ufficio Informazioni dello Stato Maggiore Generale", inizialmente sotto "controllo" dell'OSS statunitense.

### Il secondo dopoguerra e gli anni 1960
Il 30 marzo 1949, dopo la nascita della Repubblica Italiana, la costituzione del Ministero della difesa – nel quale confluiscono i Ministeri della guerra, della marina e dell'aeronautica – e nel clima politico internazionale della guerra fredda, si provvide al riordino dei Servizi Informativi militari con la costituzione di un unico Servizio Informazioni Forze Armate (SIFAR) alle dirette dipendenze del Capo di Stato Maggiore della Difesa e sotto la direzione del generale Giovanni Carlo Re, cui succedettero, fino al 1965, i generali Umberto Broccoli, Ettore Musco, Giovanni De Lorenzo, Egidio Viggiani e Giovanni Allavena.
Benché il servizio segreto si occupasse anche della sicurezza interna, il Ministero dell'interno, fin dal 1948, costituì l'Ufficio Affari Riservati, con compiti informativi e di polizia politica, poi sciolto nel 1974. In seguito Francesco Cossiga costituirà l'Ispettorato generale per l'azione contro il terrorismo (IGAT), ridefinito nel 1976 Servizio di Sicurezza (SST), con un ruolo prevalentemente operativo con al vertice il prefetto Emilio Santillo. 
A supporto e collegamento dei servizi, presso ciascuna forza armata venne costituita una Sezione informazioni operative e situazione (SIOS), alle dirette dipendenze dei rispettivi Capi di Stato Maggiore e con compiti specifici di informazione tecnico-militare e polizia militare. La creazione di un vero e proprio servizio segreto, quale il SIFAR si configurava seppure all'inizio con sovranità limitata e in diretto contatto con i servizi statunitensi, era una delle prime conseguenze della stabilizzazione della situazione politica italiana e dell'ingresso della Repubblica nella NATO.
Nel 1965, un'ulteriore riforma dell'ordinamento dello Stato Maggiore della difesa e delle forze armate con Decreto del Presidente della Repubblica, trasforma il SIFAR in Servizio Informazioni Difesa (SID) cui vengono affidati compiti di informazione, prevenzione e tutela del segreto militare e di ogni altra attività di interesse nazionale volta alla sicurezza e alla difesa dell Stato. Il SID comincia ufficialmente la sua attività il 1º luglio del 1966 sotto la direzione dell'ammiraglio Eugenio Henke, cui succedono, fino al 1977 anno della nuova riforma, il generale Vito Miceli e l'ammiraglio Mario Casardi.

### La riforma del 1977
Con la legge 24 ottobre 1977, n. 801 il SID venne sdoppiato e venne soppresso il Servizio di Sicurezza del ministero dell'Interno. Così vennero istituiti il Servizio per le informazioni e la sicurezza militare (SISMI) e il Servizio per le informazioni e la sicurezza democratica (SISDE). Le due nuove strutture venivano poste alle dipendenze rispettivamente del Ministro della difesa e del Ministro dell'interno. Ma la nuova legge attribuiva l'alta direzione, la responsabilità politica generale e il coordinamento della politica informativa e di sicurezza al Presidente del Consiglio dei ministri, che coordinava i due organismi di sicurezza tramite il Comitato esecutivo per i servizi di informazione e sicurezza (CESIS).
I compiti del SISMI erano prevalentemente finalizzati a difendere la sicurezza nazionale da qualsiasi minaccia in Italia e all'estero anche con azioni di controspionaggio dirette a tale scopo. Dal 1978 al 2007 si sono succeduti alla sua guida il generale Giuseppe Santovito, il generale Nino Lugaresi, l'ammiraglio Fulvio Martini, il generale Sergio Luccarini, il generale Luigi Ramponi, il generale Cesare Pucci, il generale Sergio Siracusa, l'ammiraglio Gianfranco Battelli e il generale Nicolò Pollari.
I compiti del SISDE erano, invece, finalizzati a difendere la sicurezza della Repubblica e delle sue istituzioni da qualsiasi minaccia, operando principalmente in Italia.

### La riforma e il nuovo assetto del 2007
Nel 2007 l'intero apparato dei servizi nazionale subì un profondo processo di riforma ai sensi della legge 3 agosto 2007, n. 124 che istituì il Sistema di informazione per la sicurezza della Repubblica.
La nuova normativa introdusse molte novità: configurando la direzione e la responsabilità generale del Presidente del Consiglio dei Ministri della Repubblica Italiana, cui compete la nomina di direttori e vicedirettori di ciascuna delle due nuove agenzie: ovvero l'Agenzia informazioni e sicurezza esterna (AISE) e l'Agenzia informazioni e sicurezza interna (AISI) e con il coordinamento del Dipartimento delle informazioni per la sicurezza (DIS) della Presidenza del consiglio.
All'AISE sono affidate le attività di informazione sulle minacce alla sicurezza della Repubblica provenienti dall'estero, il controspionaggio fuori dai confini nazionali e le attività di controproliferazione. L'AISI svolge invece attività di raccolta delle informazioni per la difesa della sicurezza interna della Repubblica e delle istituzioni democratiche, nonché quelle per la protezione degli interessi nazionali e il controspionaggio in territorio italiano. 

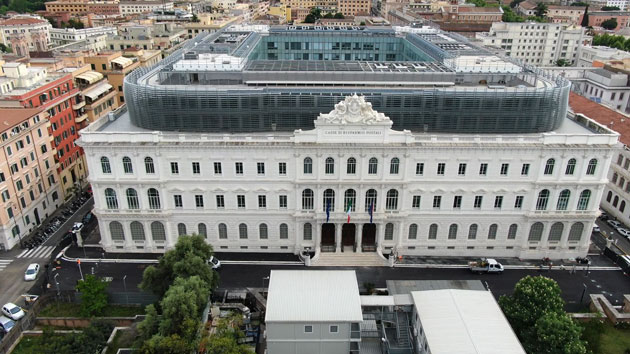
La nuova sede generale a Roma

Al nuovo sistema si affianca la struttura del servizio segreto militare, il II Reparto informazioni e sicurezza, posta all'interno dello Stato Maggiore della Difesa, che ha la funzione prevalente di raccolta di informazioni, in coordinamento con l'AISE, a garanzia della protezione delle postazioni e delle attività all'estero delle forze armate italiane.
Nel maggio 2019 è stata inaugurata la nuova sede unitaria dei servizi segreti nel palazzo delle Casse di Risparmio Postali, che ospita gli uffici di vertice del DIS, delle agenzie e parte di quelli operativi, sita in piazza Dante nel rione Esquilino a Roma. Restano operativi la cittadella di Forte Braschi (AISE) e gli uffici di piazza Zama (AISI).
Nel giugno 2021 il consiglio dei ministri del governo Draghi approva la costituzione di una agenzia per la cybersicurezza nazionale, in materia di cybersecurity.

## Organizzazione e struttura

### La struttura principale
Secondo il Sistema di informazione per la sicurezza della Repubblica italiana:
- al vertice vi è il Presidente del Consiglio dei Ministri della Repubblica Italiana, che può designare un'Autorità delegata per la sicurezza della Repubblica in relazione a particolari attività;

Forte Braschi, sede operativa dell'Agenzia informazioni e sicurezza esterna

- il Dipartimento delle informazioni per la sicurezza (DIS) della Presidenza del Consiglio ha compiti di coordinamento e di vigilanza sull'attività delle agenzie e sulla corretta applicazione delle disposizioni emanate dal Presidente del Consiglio dei Ministri;
- il Comitato parlamentare per la sicurezza della Repubblica (COPASIR) e dal Comitato interministeriale per la sicurezza della Repubblica (CISR).

Dal punto di vista operativo, le attività sono svolte da due agenzie governative, entrambe direttamente dipendenti dal Dipartimento delle informazioni per la sicurezza (istituito nel 2007 presso la Presidenza del Consiglio dei ministri), mediante un sistema di competenza territoriale già da tempo utilizzato da diversi Stati in Europa e nel mondo. Le agenzie in questione sono:
- Agenzia informazioni e sicurezza interna (AISI);
- Agenzia informazioni e sicurezza esterna (AISE).

Esse si occupano - rispettivamente - della tutela della Repubblica Italiana da minacce interne ed esterne al suo territorio e operano nell'ambito del Sistema di informazione per la sicurezza della Repubblica.

### Specificità nelle forze armate
Per quanto riguarda le forze armate italiane, dal 1997 non dispongono più di un apposito servizio per le informazioni e la sicurezza militare (SIOS), che è stato sostituito da strutture appositamente dedicate, dipendenti dallo Stato Maggiore della Difesa:
- II Reparto informazioni e sicurezza
- Centro intelligence interforze
- Raggruppamento unità difesa

Infine "II reparto" della Guardia di Finanza (Corpo di polizia a ordinamento militare) si occupa di analisi investigative, in particolare economico-finanziaria.

## Il reclutamento del personale
L'attività di reclutamento si avvale sempre più di rinnovate formule di carattere selettivo, nonché della facoltà di ricorrere anche a bacini diversi dalle forze armate italiane, quali forze di polizia italiane e dipendenti della pubblica amministrazione italiana, enti di ricerca, ma anche imprese e settore privato e altre istituzioni d'interesse. Della ricerca di risorse viene data notizia, in parallelo, attraverso il sito istituzionale www.sicurezzanazionale.gov.it.
La riforma del 2007 ha introdotto una politica in materia di personale, ampliando gli ambiti di intervento dello stesso anche alla tutela degli interessi strategici nazionali in campo politico, militare, economico, scientifico e industriale nonché - in conformità con quanto previsto dalla legge 7 agosto 2012, n. 133 - alla protezione cibernetica e sicurezza informatica nazionale.

## Commemorazioni e riconoscimenti
Il 22 marzo 2016 si è tenuta presso Forte Braschi una giornata di commemorazione dei caduti dei servizi segreti italiani dal dopoguerra, dove sono stati commemorati:
- Vincenzo Li Causi (1952-1993), agente del SISMI
- Nicola Calipari (1953-2005), dirigente del SISMI
- Lorenzo D'Auria (1974-2007), agente del SISMI
- Pietro Antonio Colazzo (1962-2010), dirigente dell'AISE

Il 22 marzo 2017, con una direttiva del Presidente del Consiglio dei Ministri, è stata istituita la "Giornata della memoria dei caduti dei Servizi di informazione per la sicurezza", giornata commemorativa dei caduti dei servizi di intelligence italiani che viene celebrata in tal giorno ogni anno.
Dal 2019 la sede dell'intelligence, il palazzo delle Casse di Risparmio Postali ospita una “Parete della Memoria” dedicata ai caduti.

## Attività editoriale
Tramite l'AISI viene svolta dal 2004 anche un'attività di divulgazione editoriale dei temi di intelligence, attraverso la rivista Gnosis diretta dal 2013 dal generale Gianfranco Linzi.